# 孟查县
孟查县是越南奠边省下辖的一个县。面积1199.42平方千米，2012年总人口为39456人。

## 地理
孟查县北接芒莱市社和莱州省南颜县、生胡县；西接南坡县和老挝；南接奠边县和芒安县；东南接遵教县；东接朵佐县。

## 历史
2006年11月14日，芒买社和辛巴坪社析置那廊社，怀冷社析置沙笼社，芒买社、辛巴坪社和怀冷社析置麻时湖社，辛巴坪社和茶那社析置坪湖社，茶梓社析置南巾社。
2012年8月25日，花俄社析置怀眉社，巴憨社析置南嫩社；以茶梓社、南巾社、茶那社、辛巴坪社、坪湖社5社和芒㖇县10社析置南坡县。

## 行政区划
孟查县下辖1市镇11社，县莅孟查市镇。
- 孟查市镇（Thị trấn Mường Chà）
- 怀冷社（Xã Huổi Lèng）
- 怀眉社（Xã Huổi Mí）
- 花俄社（Xã Hừa Ngài）
- 麻时湖社（Xã Ma Thì Hồ）
- 芒买社（Xã Mường Mươn）
- 芒从社（Xã Mường Tùng）
- 那廊社（Xã Na Sang）
- 南嫩社（Xã Nậm Nèn）
- 巴憨社（Xã Pa Ham）
- 沙笼社（Xã Sa Lông）
- 吒总社（Xã Sá Tổng）